# Emmanuel Lucenti
Emmanuel "Emma" Lucenti (São Miguel de Tucumã, 23 de novembro de 1984) é um judoca argentino que disputou a categoria masculina meio-médio, de até 81 quilos, durante os Jogos Olímpicos de Verão de 2008, de 2012 e de 2016.
Na Olimpíada de 2008, ele perdeu na segunda rodada para Euan Burton. Nos Jogos de Londres, em 2012, ele alcançou às quartas de final, onde perdeu para Kim Jae-bum. Enquanto Kim continuava com a partida por medalha de ouro, Emmanuel participou da repescagem por medalha de bronze, onde perdeu na primeira rodada para Antoine Valois-Fortier. No Rio de Janeiro, em 2016, Emmanuel foi novamente eliminado por Valois-Fortier, desta vez na terceira rodada.
Seu irmão mais velho, Rodrigo, atuava também como judoca olímpico e competia na categoria peso-leve, de até 73 quilos.